# Manfredonia Calcio
Manfredonia Calcio Srl Sportiva Dilettantistica thường được gọi là Manfredonia Calcio  hoặc chỉ Manfredonia là một câu lạc bộ bóng đá Ý, có trụ sở tại Manfredonia, ở tỉnh Foggia, Apulia.
Câu lạc bộ không có kết nối với ASD Manfredonia C5, một đội bóng đá mini.

## Lịch sử

### Thành lập

logo cũ

Câu lạc bộ, được thành lập vào năm 1932 với tên Associazione Sportiva Manfredonia.   Manfredonia được biết đến là đội bóng chuyên nghiệp đầu tiên của Ý chơi các trận đấu trên sân nhà trên một sân bóng tổng hợp.   Câu lạc bộ cũng đã sử dụng Polisportiva Manfredonia làm cái tên của nó vào năm 1940. 

Manfredonia trở lại chơi ở giải đấu chuyên nghiệp chỉ trong năm 2004 (với tên SS Manfredonia Calcio Srl), sau 64 năm vắng bóng ở Serie C. Vào năm 2004,0505 Manfredonia đã giành được sự thăng hạng từ Serie C2 lên Serie C1, nhưng xếp vị trí cuối cùng trong bộ phận của nó vào năm 2007-08. Câu lạc bộ cũng nỗ lực để ở lại giải đấu chuyên nghiệp vào tháng 7 năm 2008. Câu lạc bộ ban đầu đã thất bại trong cuộc kiểm tra tài chính của Ủy ban di động Vigilanza sulle Società di Calcio (Co.Vi.So.C.) của Liên đoàn bóng đá Ý. Vào cuối mùa giải 2009-10 Lega Pro Seconda Divisione, công ty đã gặp vấn đề lớn về tài chính khiến đội bóng thất bại. Theo FIGC, câu lạc bộ đã thiếu vốn 918,661 € vào tháng 5 năm 2010  Tư cách thành viên của công ty cũ trong FIGC cuối cùng đã bị thu hồi vào năm 2013.

### Tái lập
Nhờ Điều 52 của NOIF, một câu lạc bộ kế thừa được thành lập vào mùa hè năm 2010 với tên ASD Manfredonia Football 1932  và bắt đầu mùa giải ở Eccellenza Apulia. Năm sau, câu lạc bộ được đổi tên thành ASD Manfredonia Calcio.
Trong tháng 7 năm 2016 của câu lạc bộ bóng đá được thành lập lại như một società một responsabilità limitata (nghĩa là công ty trách nhiệm hữu hạn): Manfredonia Calcio Srl Sportiva Dilettantistica.

## Màu sắc và huy hiệu
Màu sắc của đội là xanh nhạt và trắng.

## Đối thủ
Manfredonia đã có một cuộc cạnh tranh địa phương với Foggia Calcio. Cả hai cùng tỉnh. Năm 2007, trận đấu kết thúc với nhiều thương tích của các nhà báo.

## Người chơi đáng chú ý
Cựu cầu thủ quốc tế
- liên_kết=|viền Ahmed Barusso
- liên_kết=|viền Simone Rota
- liên_kết=|viền Marco Sau

Cựu cầu thủ từng chơi ở Serie A
- liên_kết=|viền Eugênio Rômulo Togni
- liên_kết=|viền Marco Sansovini

## liên kết ngoài
- [ liên kết chết ]
[ liên kết chết ]